# ديف غولتز
ديف غولتز (بالإنجليزية: Dave Goltz)‏ هو لاعب كرة قاعدة أمريكي، ولد في 23 يونيو 1949 في بيليكان رابيدز في الولايات المتحدة.

## وصلات خارجية
- ديف غولتز على موقعبيزبول رفرنس.كوم (الدوري الرئيسي) (الإنجليزية)
- ديف غولتز على موقعبيزبول رفرنس.كوم (الدوري الثانوي) (الإنجليزية)
- ديف غولتز على موقع مشجعي الرسوم البيانية (الإنجليزية)